# 上海市进才实验学校
上海市进才实验学校是现在的上海市进才实验中学和上海市进才实验小学在2010年6月分开办校前的总称。2010年6月后，“上海市进才实验学校”已经不存在。
2010年6月中小学分开办校后，此名称可以代指：
- 上海市进才实验中学
- 上海市进才实验小学

上述两所学校的简称都可以称作“进才实验”。